# Черендей (река)

Бассейн Лены

Черендей (Чёрёндёй, якут. Чэрэндэй) — река в Якутии, левый приток реки Лены.
Длина реки — 226 км. Площадь водосборного бассейна — 2910 км². Питание снеговое и дождевое. Замерзает в октябре, вскрывается в мае. Половодье с июня по начало июля. Берёт начало в Вилюйско-Ленском водоразделе и течет на юго-восток.